# Championnats du monde de course en ligne de canoë-kayak de 2025
Navigation
Édition précédente Édition suivante
Les Championnats du monde de course en ligne de canoë-kayak de 2025, cinquantième édition des championnats du monde de course en ligne, ont lieu du  20 au 24 août 2025 sur le canal aménagé du lac Idroscalo, situé à l'est de Milan, en Italie. 
La liste des courses suit le programme 2025-2028 avec la suppression des épreuves en équipage mixte et une égalité homme-femme ; la seule différence est en canoë où les femmes concourrent en C2 200 m et les hommes sur C1 1000 m.
Les championnats du monde de para-canoë sont organisés conjointement.

## Programme
| - 16 août - Classification Paracanoë uniquement - 17 août - Ouverture du bassin pour les entraînements - Ouverture de l'accréditation - 16–18 août - Entraînements officiels - Classification Paracanoë | - 19 août - Entraînements officiels avec système de départ - Cérémonie d’ouverture - 20–24 août - Journées de compétition |

## Médaillés

### Hommes
| Épreuve     | Or    | Or    | Argent | Argent | Bronze | Bronze |
| Canoë       | Canoë | Canoë | Canoë  | Canoë  | Canoë  | Canoë  |
| ----------- | ----- | ----- | ------ | ------ | ------ | ------ |
| C–1 200 m   |       |       |        |        |        |        |
| C–1 500 m   |       |       |        |        |        |        |
| C–1 1000 m  |       |       |        |        |        |        |
| C–1 5000 m  |       |       |        |        |        |        |
| C–2 500 m   |       |       |        |        |        |        |
| C–4 500 m   |       |       |        |        |        |        |
| Kayak       |       |       |        |        |        |        |
| K–1 200 m   |       |       |        |        |        |        |
| K–1 500 m   |       |       |        |        |        |        |
| K–1 1 000 m |       |       |        |        |        |        |
| K–1 5 000 m |       |       |        |        |        |        |
| K–2 500 m   |       |       |        |        |        |        |
| K–4 500 m   |       |       |        |        |        |        |

### Femmes
| Épreuve     | Or    | Or    | Argent | Argent | Bronze | Bronze |
| Canoë       | Canoë | Canoë | Canoë  | Canoë  | Canoë  | Canoë  |
| ----------- | ----- | ----- | ------ | ------ | ------ | ------ |
| C–1 200 m   |       |       |        |        |        |        |
| C–1 500 m   |       |       |        |        |        |        |
| C–1 5000 m  |       |       |        |        |        |        |
| C–2 200 m   |       |       |        |        |        |        |
| C–2 500 m   |       |       |        |        |        |        |
| C–4 500 m   |       |       |        |        |        |        |
| Kayak       |       |       |        |        |        |        |
| K–1 200 m   |       |       |        |        |        |        |
| K–1 500 m   |       |       |        |        |        |        |
| K–1 1 000 m |       |       |        |        |        |        |
| K–1 5 000 m |       |       |        |        |        |        |
| K–2 500 m   |       |       |        |        |        |        |
| K–4 500 m   |       |       |        |        |        |        |

### Paracanoë
| Épreuve  | Or     | Or     | Argent | Argent | Bronze | Bronze |
| Hommes   | Hommes | Hommes | Hommes | Hommes | Hommes | Hommes |
| -------- | ------ | ------ | ------ | ------ | ------ | ------ |
| KL1 200m |        |        |        |        |        |        |
| KL2 200m |        |        |        |        |        |        |
| KL3 200m |        |        |        |        |        |        |
|          |        |        |        |        |        |        |
| VL1 200m |        |        |        |        |        |        |
| VL2 200m |        |        |        |        |        |        |
| VL3 200m |        |        |        |        |        |        |
| Femmes   |        |        |        |        |        |        |
| KL1 200m |        |        |        |        |        |        |
| KL2 200m |        |        |        |        |        |        |
| KL3 200m |        |        |        |        |        |        |
|          |        |        |        |        |        |        |
| VL1 200m |        |        |        |        |        |        |
| VL2 200m |        |        |        |        |        |        |
| VL3 200m |        |        |        |        |        |        |